# Liste der Monuments historiques in Ternant (Côte-d’Or)
Die Liste der Monuments historiques in Ternant führt die Monuments historiques in der französischen Gemeinde Ternant auf.

## Liste der Immobilien
| Bezeichnung        | Beschreibung                                                 | Standort            | Kennzeichnung | Schutzstatus | Datum | Bild           |
| ------------------ | ------------------------------------------------------------ | ------------------- | ------------- | ------------ | ----- | -------------- |
| Château de Ternant | 1675 erbaut; mit Teilen der Innenausstattung und der Kapelle | 1 rue Barbet (Lage) | PA00112690    | Inscrit      | 1987  | weitere Bilder |

## Liste der Objekte
| Bezeichnung                    | Beschreibung                                                                        | Standort                                     | Kennzeichnung | Schutzstatus | Datum | Bild |
| ------------------------------ | ----------------------------------------------------------------------------------- | -------------------------------------------- | ------------- | ------------ | ----- | ---- |
| Glocke                         | Bronze, 1673 gegossen                                                               | in der Kirche Assomption-de-la-Vierge (Lage) | PM21002335    | Classé       | 1908  |      |
| Skulptur Madonna mit Kind      | Kalkstein, farbig gefasst, 15. Jahrhundert                                          | in der Kirche Assomption-de-la-Vierge (Lage) | PM21002336    | Classé       | 1923  |      |
| Skulptur Maria Magdalena       | Kalkstein, 17. Jahrhundert                                                          | in der Kirche Assomption-de-la-Vierge (Lage) | PM21002337    | Classé       | 1923  |      |
| Skulpturengruppe Marienkrönung | Aufsatz eines Prozessionsstabs; Holz, farbig gefasst und vergoldet, 17. Jahrhundert | in der Kirche Assomption-de-la-Vierge (Lage) | PM21002338    | Classé       | 1936  |      |
| Skulptur Heiliger Rochus       | Aufsatz eines Prozessionsstabs; Holz, farbig gefasst und vergoldet, 17. Jahrhundert | in der Kirche Assomption-de-la-Vierge (Lage) | PM21002339    | Classé       | 1936  |      |
| Skulptur Unterweisung Mariens  | Stein, 16. Jahrhundert                                                              | im ehemaligen Pfarrhaus (Lage)               | PM21003710    | Inscrit      | 1976  |      |